# Natuurpark Cadí-Moixeró

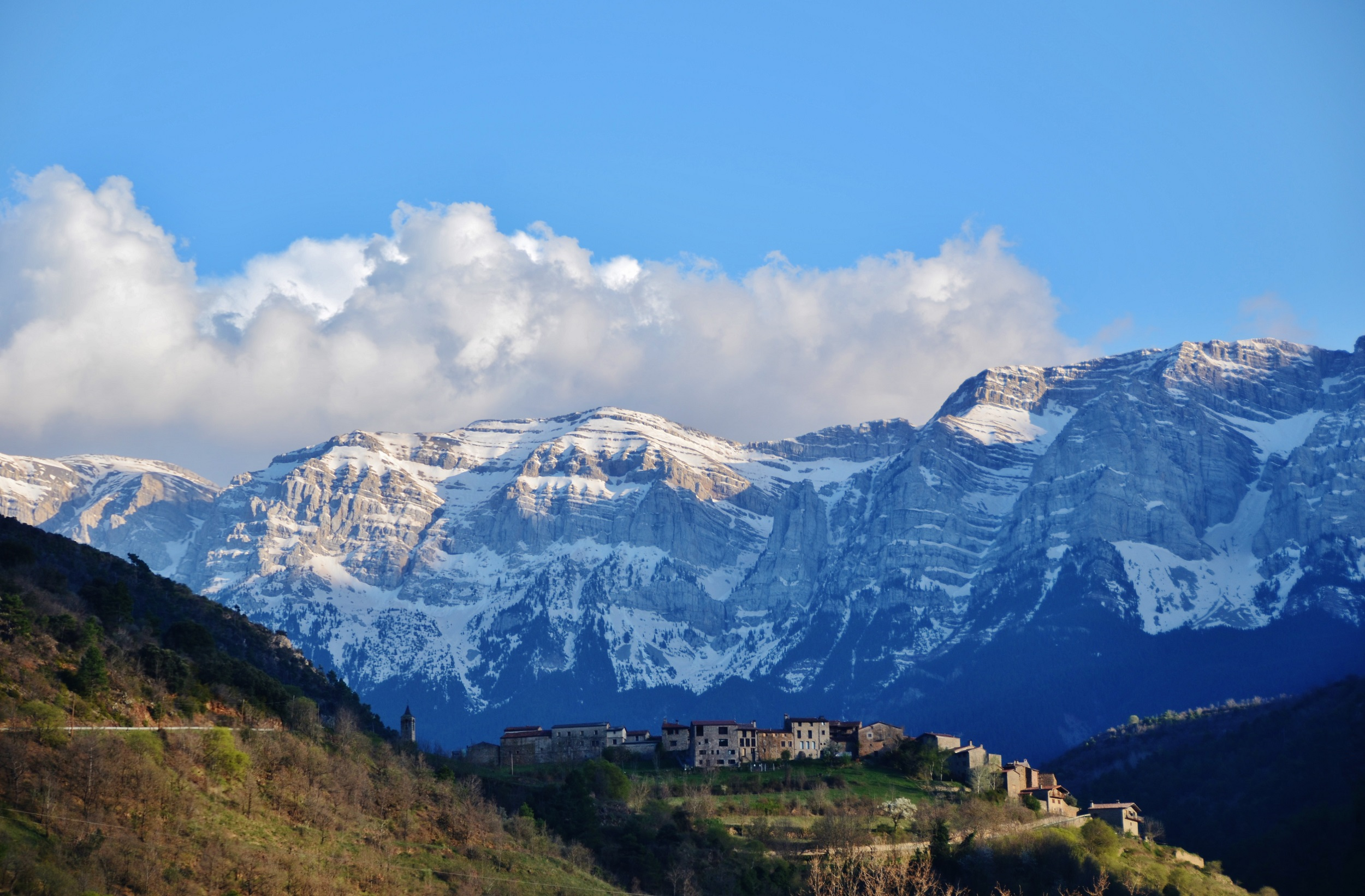

Het Natuurpark Cadí-Moixeró (Catalaans: Parc Natural del Cadí-Moixeró/Spaans: Parque natural del Cadí-Moixeró) is een natuurpark in Catalonië in Spanje. Het natuurpark werd opgericht in 1983 en is 41059 hectare groot. Het natuurpark omvat bergen in de Pyreneeën (Pedraforca) en bossen. In het park komt gems, edelhert, ree, marter voor. 